# Lleó Fontova i Mareca

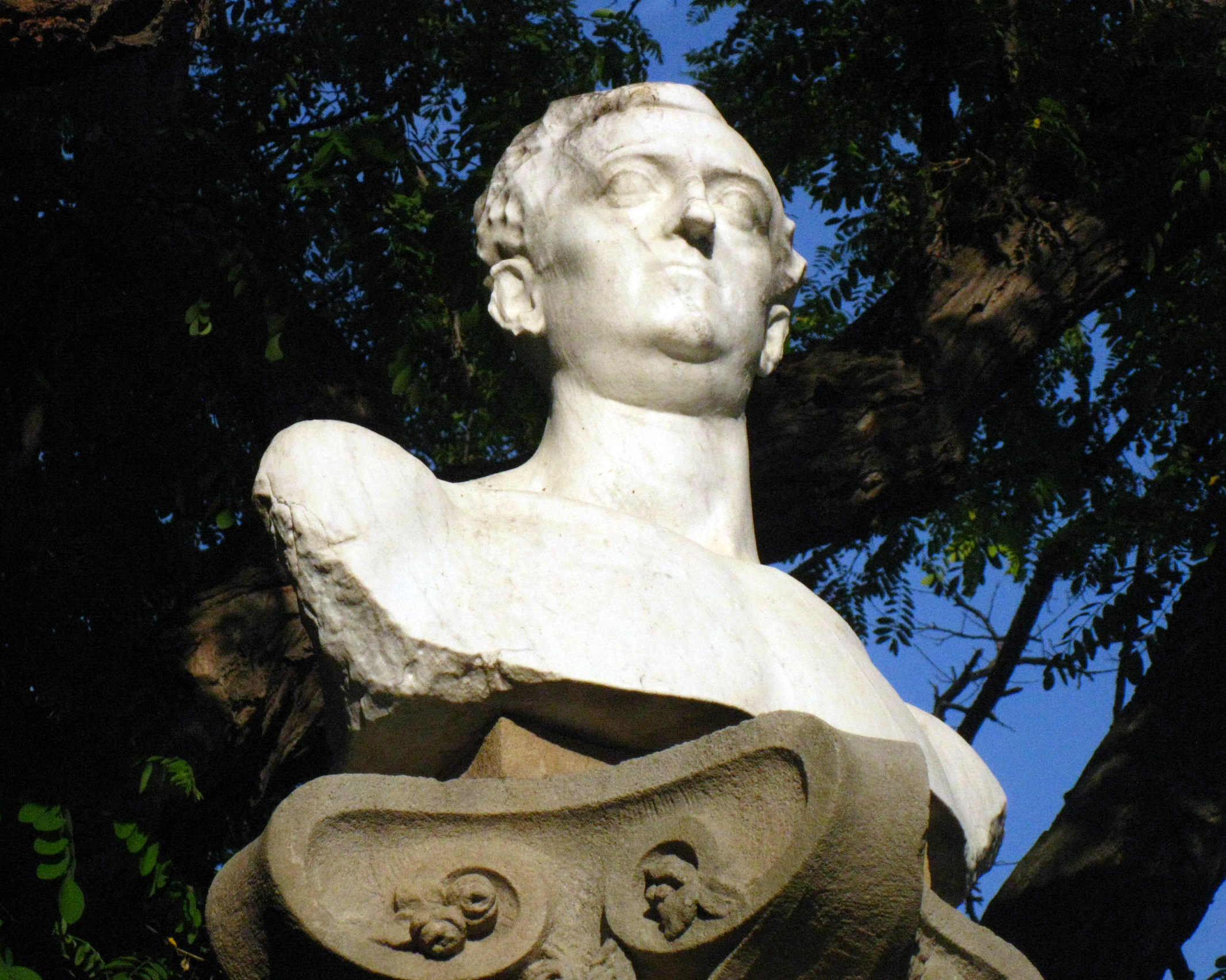
Monument a Lleó Fontova al parc de la Ciutadella

Lleó Fontova i Mareca (Barcelona, 1838 - Barcelona, 28 de desembre de 1890) va ser un actor i autor teatral català. Destacà més en la faceta d'actor, essent un dels referents de l'època i actuant en una gran quantitat d'obres escrites per Frederic Soler -Pitarra-.

## Biografia
Casat amb Catalina Planes amb qui va tenir tres fils. La seva filla Caterina Fontova i Planes (Barcelona, 1866 - Buenos Aires, 1924) va ser actriu. Els seus dos fills van ser músics: en Lleó (1875 - 1949) i en Conrad Abelard Fontova i Planes (Barcelona, 1865 - Buenos Aires, 1923). Aquest darrer estudià amb Vidiella i Pedrell abans d'emigrar a Buenos Aires (1897), on fundà l'"Instituto Musical Fontova" (1904), juntament amb el seu germà, i hi va exercir la composició.
Va dirigir el Teatre del Bon Retir.
Va morir el 28 de desembre de 1890 a conseqüència d'una insuficiència de la vàlvula mitral, segons la inscripció de defunció.

## Trajectòria professional
Començà en el món del teatre actuant al Teatre dels Camps Elisis amb el pseudònim de Fontseca. Mantenia una estreta relació amb Pitarra i és amb ell i Joaquim Dimas els que van fundar la companyia teatral “La Gata”, el 1864, i més tard, la companyia Teatre Català. El 1890 per problemes de salut abandonà la companyia Teatre Català, tot i que encara actuà al Teatre Novedades. El mateix any Santiago Rusiñol va escriure expressament per a ell, el monòleg L'home de l'orgue.

### Actor
1865
- 28 d'abril. El castell dels tres dragons de Frederic Soler. Estrenada al teatre de l'Odèon de Barcelona. (en el paper de Ganyota)
- 8 de juliol. Les carbasses de Mont-roig de Frederic Soler, estrenada al teatre de Varietats de Barcelona. (en el paper d'Anton)
- 7 d'agost. Liceistes i "Cruzados" de Frederic Soler i d'Enric Carreras, estrenada al teatre de Varietats de Barcelona. (en el paper de Don Ambròs)
- 2 de desembre. Un mercat de Calaf de Frederic Soler, estrenada al teatre de l'Odèon de Barcelona. (en el paper de Sr. Cosme.)

1866

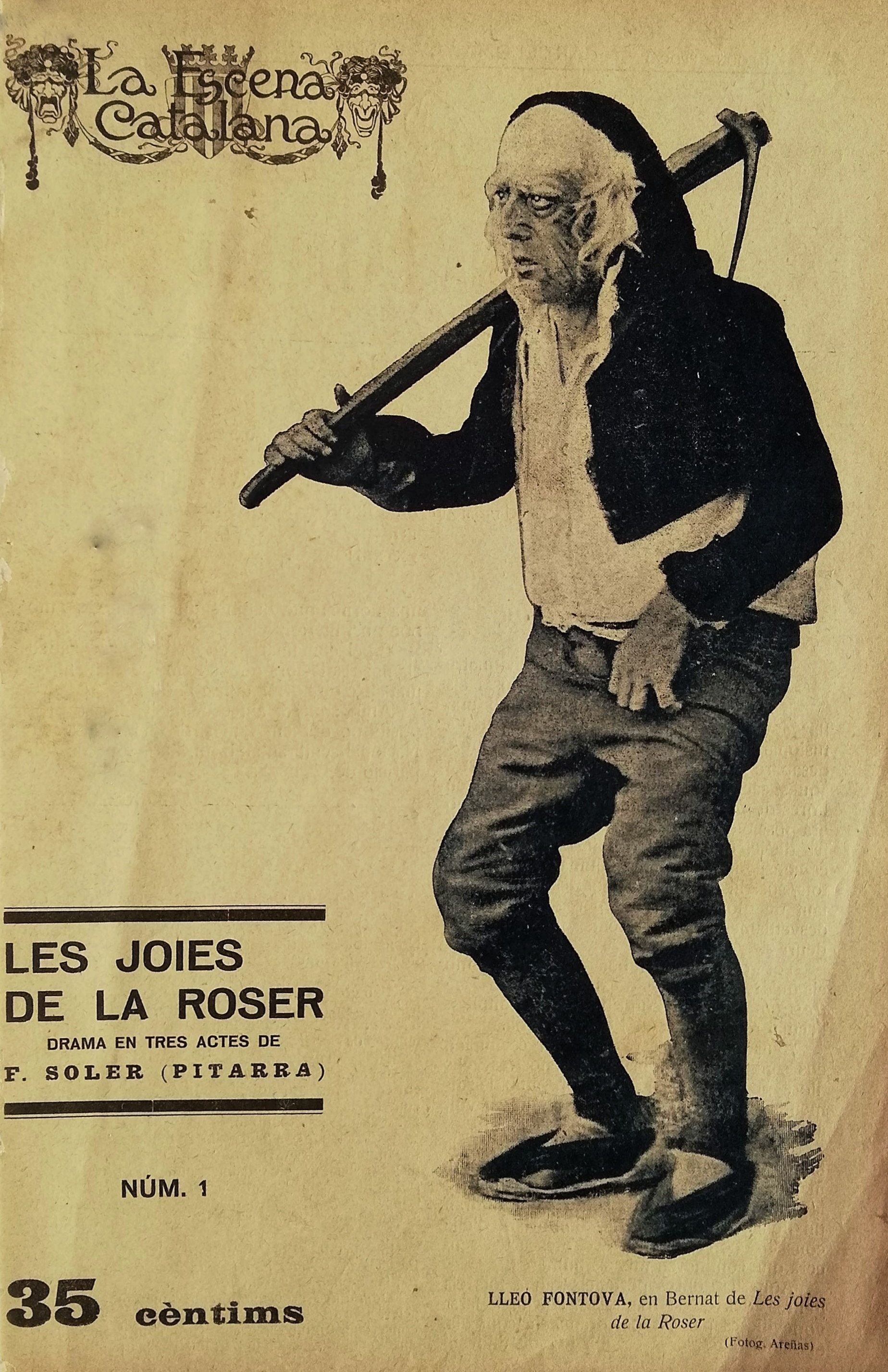
Lleó Fontova actuant de Bernat al drama en tres actes Les joies de la Roser d'en Pitarra. Publicació de La Escena Catalana l'any 1918

- Lleó Fontova actuant de Bernat al drama en tres actes Les joies de la Roser d'en Pitarra. Publicació de La Escena Catalana l'any 19182 de gener. En Joan Doneta de Sefarí Pitarra (pseudònim de Frederic Soler) i d'Enric Carreras (un altre pseudònim del mateix Frederic Soler), estrenat al teatre de l'Odèon. (en el paper de Senyor Joan).
- 1 de març. Els herois i les grandeses de Frederic Soler. Estrenat al Teatre de l'Odèon de Barcelona. (en el paper d'Hipòlit, esclau).
- 6 d'abril. Les joies de la Roser de Frederic Soler. Estrenat al teatre de l'Odèon de Barcelona. (en el paper de Bernat).
- 30 de juliol. O rei o res! de Frederic Soler. Estrenada al Teatre de Varietats de Barcelona. (en el paper de Ciutada 1r).
- 4 d'octubre. Si us plau per força de Frederic Soler. Estrenada al teatre de l'Odèon de Barcelona. (en el paper de Sr. Quim).
- 4 d'octubre. Coses de l'oncle!, de Frederic Soler, estrenada al Teatre de l'Odèon de Barcelona. (en el paper de Don Pau).
- 18 d'octubre. Un pa com unes hòsties, original de Marçal Busquets, estrenada al teatre de l'Odèon de Barcelona. (en el paper de Bartomeu).
- 20 de desembre. Les modes, original de Frederic Soler, estrenada al teatre de l'Odèon de Barcelona (en el paper de Pere.)

1867
- 3 d'octubre. La rosa blanca de Frederic Soler. (en el paper de Lluc).

1868
- 8 d'octubre. Les francesilles de Frederic Soler. Estrenada al teatre Romea de Barcelona. (en el paper de Climent)

1869
- 15 de març. El virolet de Sant Guim d'Eduard Vidal i de Valenciano, estrenat al teatre Romea de Barcelona. (en el paper de Ramon)
- 7 d'octubre. La bala de vidre de Frederic soler. Estrenada al teatre Romea de Barcelona (en el paper de Ventura)
- 12 de novembre. Els càntirs de Vilafranca de Frederic Soler. Estrenada al Teatre Romea.

1870
- 17 de març. El collaret de perles de Frederic Soler. Estrenada al teatre Romea de Barcelona (en el paper de Benet).
- 15 de desembre. Els egoistes de Frederic Soler, estrenada al teatre Romea de Barcelona. (en el paper d'Senyor Ignasi)

1871
- 23 de gener. Un ciri trencat de Frederic Soler, estrenada al teatre Romea de Barcelona (en el paper de Geroni).
- 28 de setembre. L'apotecari d'Olot de Frederic Soler. Estrenada al teatre Romea.
- 17 d'octubre. Cafè i copa de Frederic Soler. Estrenada al Teatre Romea.
- 14 de novembre. En el paper de Benet a l'obra El rector de Vallfogona de Frederic Soler. Estrenada al teatre Romea de Barcelona.

1872
- 28 d'octubre. La dida, original de Frederic Soler, estrenat al Teatre Romea. (en el paper de Roc)

1874
- 16 d'abril. El ferrer de tall de Frederic Soler. Estrenat al teatre Romea de Barcelona. (en el paper de Boi, l'esquerrà)

1876
- 7 de desembre. Cura de moro de Frederic Soler. Estrenada al Teatre Romea.

1877
- 22 de febrer. Senyora i majora de Frederic Soler. Estrenada al teatre Romea de Barcelona. (en el paper de Moliner.)

1878
- 8 de gener. El contramestre original de Frederic Soler, estrenat al teatre Romea de Barcelona. (en el paper de L'ofegat.)
- 7 de març. La mà freda, original de Francesc d'Assís Ubach i Vinyeta. Estrenada al teatre Romea de Barcelona. (en el paper de Llorenç.)
- 27 de juliol. El mestre de minyons de Josep Feliu i Codina. Estrenada al teatre del Bon Retir de Barcelona (en el paper de Senyor Colom, mestre.)
- 3 d'agost. La campana de Sant Llop de Frederic Soler. Estrenada al teatre del Bon Retir de Barcelona. (en el paper de Gervasi).
- 14 d'agost. De Nadal a Sant Esteve, original de Joan Molas i Casas, estrenada al teatre del teatre del Bon Retir de Barcelona (en el paper de Senyor Esteve.)

1879
- 1 d'abril. Cofis i Mofis, original de Josep Feliu i Codina, estrenada al Teatre Romea. (en el paper de Platxèria.)
- 28 octubre. De mort a vida, original de Joaquim Riera i Bertran. Estrenada al teatre Romea de Barcelona. (en el paper de Pepet.)
- 8 de desembre. La mà de l'anglès de Frederic Soler, Josep Feliu i Codina i Joan Molas i Casas. Estrenada al teatre Romea.

1880
- 15 de gener. Ral per duro, original de Joan Molas i Casas. Estrenada al teatre Romea de Barcelona. (en el paper de Senyor Oleguer.)
- 23 de març. El forn del rei de Frederic Soler. Estrenada al teatre Romea. (en el paper de Janot.)
- 10 d'octubre. La volva d'or de Josep Feliu i Codina. Estrenada al teatre Romea de Barcelona. (en el paper de Sadurní)
- 9 de novembre. El dir de la gent de Frederic Soler. Estrenada al teatre Romea. (en el paper de Senyor Cantarell.)

1881
- 6 de desembre. Cèrcol de bóta, escrita per Joan Molas i Casas i estrenada al Teatre Romea. (en el paper de L'Esquirol, fadrí de la casa).
- 20 de desembre. En el paper de Senyor Vicenç a l'obra El mas perdut de Josep Feliu i Codina. Estrenada al teatre Romea de Barcelona.

1882
- En el transcurs d'aquest any la seva companyia estrenà l'obra d'Alfons Solà i Xancó, La Creu Trencada[4]

1884
- 16 d'octubre. El trinc de l'or de Frederic Soler. Estrenada al teatre Romea.

1885
- 29 de gener. Sota terra de Frederic Soler, estrenada al teatre Romea de Barcelona (en el paper de Fura, 60 anys).

1886
- 15 d'abril. El pubill, original de Frederic Soler, estrenat al teatre Romea (en el paper de Serafí)
- 2 de maig. El rústic "Bertoldo" de Frederic Soler, Josep Feliu i Codina i Joan Molas i Casas. Estrenada al teatre Romea.
- 21 de maig. El lliri d'aigua de Frederic Soler. Estrenada al teatre Romea.
- 7 d'octubre. L'hereuet de Frederic Soler, estrenada al teatre Romea de Barcelona. (en el paper de Sever)
- 21 d'octubre. Un pis a l'Eixample de Josep Feliu i Codina, estrenada al teatre Romea de Barcelona. (en el paper de Senyor Feliu)

1887
- 8 de març. La vivor de l'estornell, original de Frederic Soler, estrenada al teatre Romea de Barcelona (en el paper de Batlle).
- 8 de maig. "Bertoldino" de Frederci Soler, Josep Feliu i Codina i Joan Molas i Casas
- 17 de novembre. L'espurna de Joaquim Riera i Bertran, estrenada al teatre Romea de Barcelona. (en el paper de Francisco)

1890
- 14 d'octubre. Sogra i nora, original de Josep Pin i Soler, estrenada al teatre Novetats de Barcelona (en el paper de Bartomeu.)

### Autor teatral
- 1866. L'orgue de raons
- 1866. La por guarda la vinya
- 1880. 505[2]
- 1883. Un tarit-tarot[2]
- 1884. Vuits i nous[2]
- 1885. La raó del pont de Lleida[2]
- 1888. La gran diada[2]

## Fons
El Centre de Documentació i Museu de les Arts Escèniques conserva una part del fons de l'actor, on es poden trobar fotografies de les seves interpretacions, i fins i tot, cartes de condol per la seva mort.